# 蒂姆·古纳
蒂姆·古纳（Tim Gurner）是一位在澳大利亚的地产开发商人，他是房地产业古纳集团的创始人。

## 商业
古纳是澳大利亚知名的豪华公寓开发商，他参与了建造用于租赁性的公寓项目。他被《澳大利亚人报》描述为“公寓神童”。
Gurner 开发的地产项目包括：与Liberman 家族合资在 Docklands 开发的价值 17.5 亿澳元的综合用途区，在悉尼肯特街 189 号进行的价值 2 亿澳币的公寓开发，一些开发用于租赁的项目，以及一个抗衰老私人社交俱乐部。

## 个人生活
他是与哈利·特里古波夫有协作关系。

### 舆论
古纳在 2017 年 5 月表示，千禧一代不应该为了买房而购买碎牛油果配吐司和 4 美元的拿铁咖啡。这些言论成为澳大利亚媒体的热门话题。在公开答复中，一些人估计，放弃牛油果烤面包每年大约可以节省 500 欧元，按照这个速度，在爱尔兰共和国买一套房子需要 500 多年的时间。这些评论被与大卫·巴赫的“Latte Factor”进行了比较。
2023年9月，古纳在澳大利亚金融评论房地产峰会上发表讲话时表示，失业率应上升40-50%，因为工人变得过于傲慢，需要“经济痛苦”才能改变态度。他还表示，世界各国政府正在努力实现这一目标。